# Polocrosse

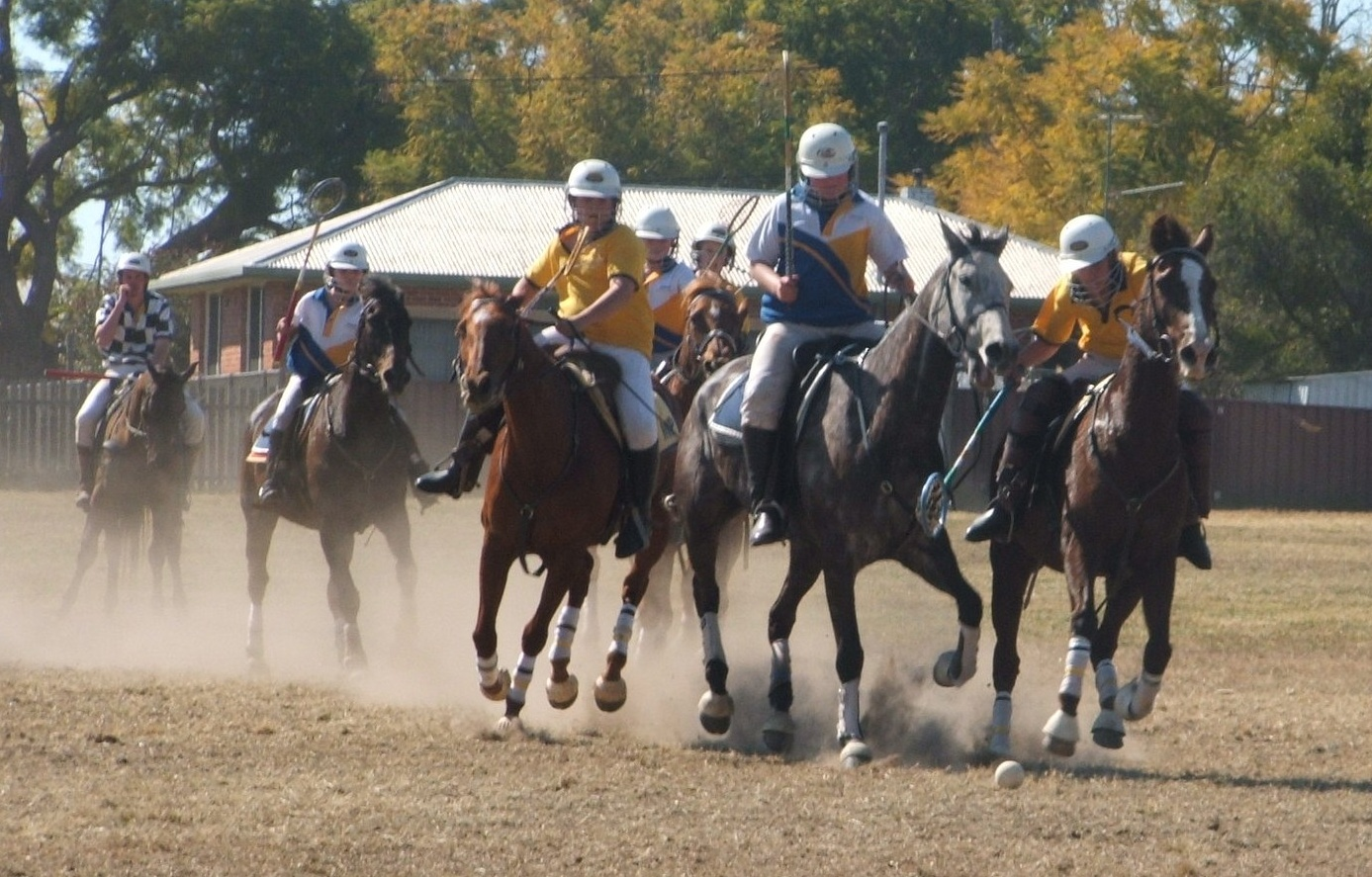
Mecz polocrosse

Polocrosse – dyscyplina sportowa będąca połączeniem polo i lacrosse. Gra ta rozgrywana jest na zewnątrz. Zawodnicy jeżdżą konno i mają kije do lacrosse. Celem gry jest wbicie gumowej piłki pomiędzy słupki przeciwnika. Obie drużyny mają po 6 zawodników. Mecz składa się z 3 lub 4 chukkas (części meczu) po 6 minut lub w meczach międzynarodowych po 8 minut. Boisko do Polocrosse ma wymiary 146,5 metrów na 55 m. Boisko podzielone jest na 3 strefy: dwie bramkowe i jedną środkową.